# Dersenow
Dersenow ist eine Gemeinde im Landkreis Ludwigslust-Parchim in Mecklenburg-Vorpommern (Deutschland). Seit 1. August 2004 ist die Gemeinde Teil des Amtes Boizenburg-Land mit Sitz in der nicht amtsangehörigen Stadt Boizenburg/Elbe, davor gehörte Dersenow zum Amt Vellahn. Das Gemeindegebiet gliedert sich in die Ortsteile Dammereez mit der Siedlung Hirschkrug und Dersenow mit der Siedlung Am Sonnenberg.

## Geografie

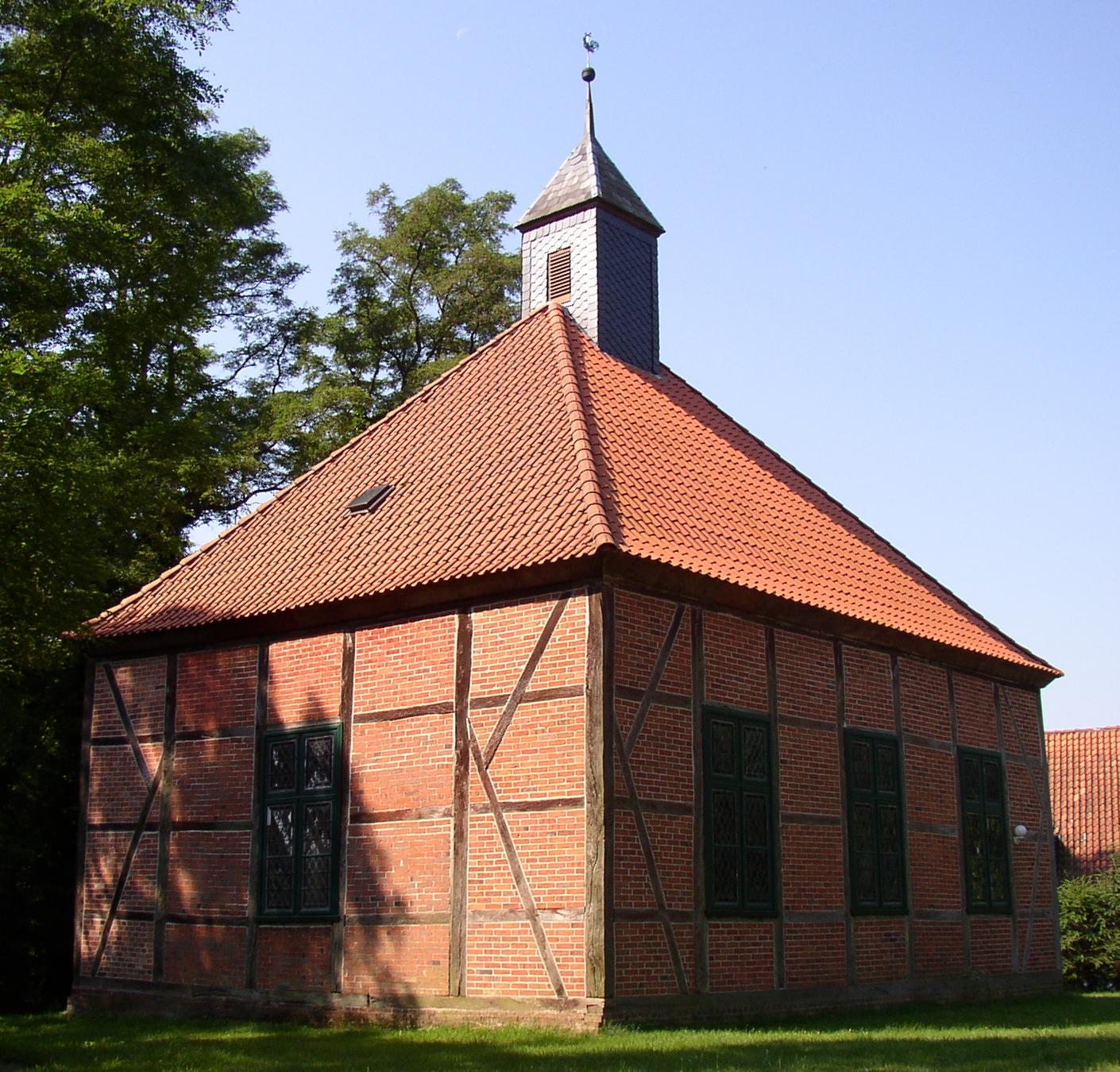
Kapelle auf dem Friedhof in Dersenow

Die Gemeinde befindet sich im Westen Mecklenburg-Vorpommerns und grenzt im Süden an die niedersächsische Gemeinde Amt Neuhaus. Der größte Teil der Fläche ist Bestandteil des Biosphärenreservats Flusslandschaft Elbe-Mecklenburg-Vorpommern. Durch das Gemeindegebiet verlaufen die Bundesstraße 5 sowie die Bahnstrecke Berlin–Hamburg, an der Dersenow jedoch keinen Haltepunkt besitzt. Der nächste Bahnhof befindet sich in der Nachbargemeinde Brahlstorf.
Umgeben wird Dersenow von den Nachbargemeinden Vellahn im Norden, Brahlstorf im Osten, Amt Neuhaus im Süden, Besitz im Südwesten sowie Tessin b. Boizenburg im Westen.

## Geschichte

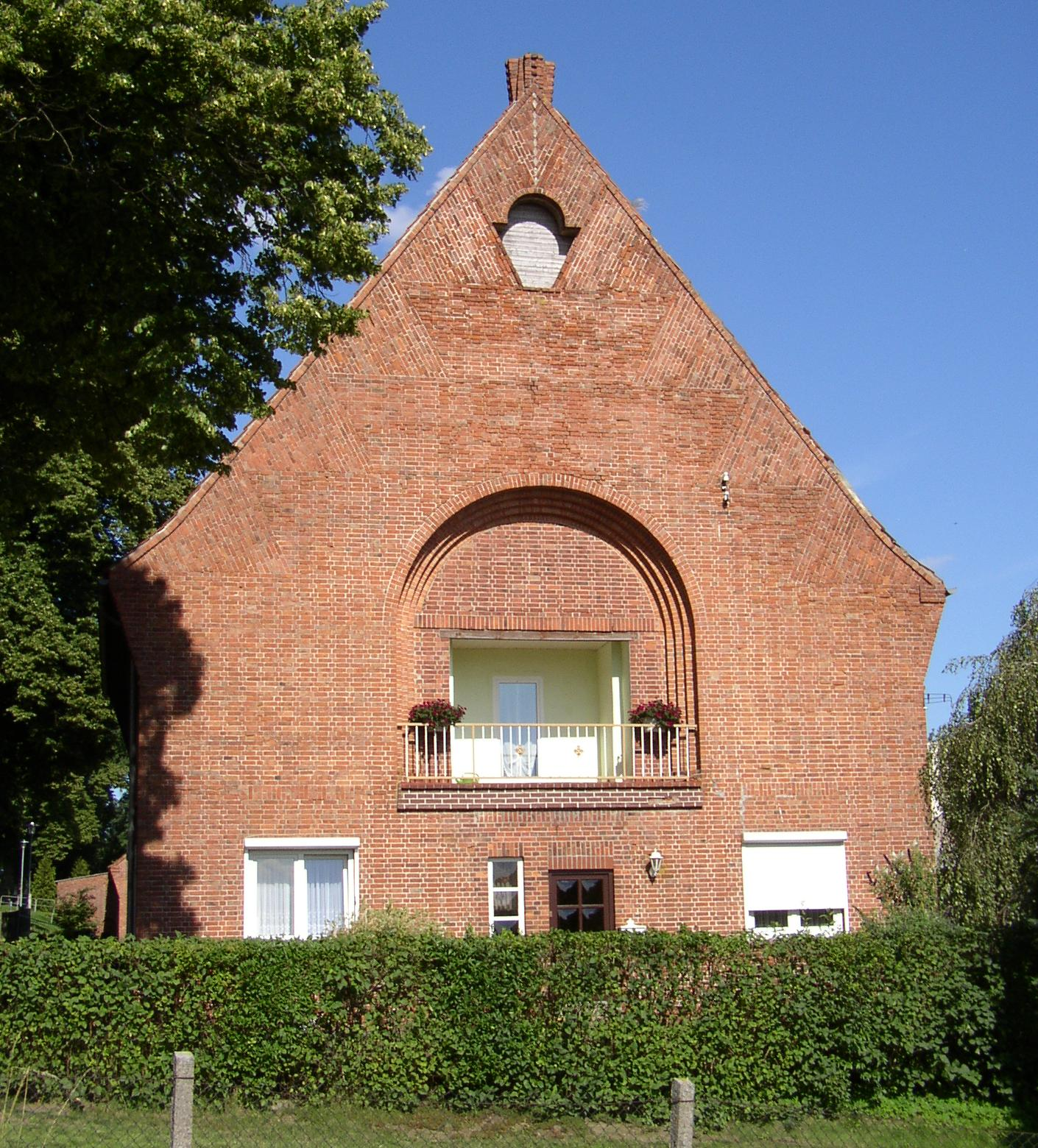
Haus an der Bundesstraße 5 (B 5)

Dersenow wurde 1230 im Ratzeburger Zehntregister als Darsenowe erstmals urkundlich erwähnt. Der Name ist altslawischen Ursprunges und bedeutet Ort des Deržen. Später wechselten mehrfach die Besitzer des zum Herzogtum Mecklenburg-Schwerin und zum Ritteramt Wittenburg gehörenden Gutes, bevor dieses 1932 aufgesiedelt wurde und Bauernwirtschaften entstanden.
Dammereez wurde 1194 im Isfriedschen Teilungsvertrag als Domerace erstmals urkundlich erwähnt. Der Name ist dem altslawischen Wort domu entlehnt und lässt sich als Ort des Domarad übersetzen. Das Dorf bestand damals aus zwölf Bauernstellen, von denen zwei dem Lokator Olricus gehörten;  1230 waren es bereits 20. Bei diesem soll es sich nach Auffassung von Lisch um Ulrich von Penz gehandelt haben.
1653 umfasste das Dorf den Gutshof, 13 bewirtschaftete und vier wüste Bauernstellen sowie sieben Kossaten.
1769 erwarb Gotthard Leonhard von Laffert von Georg von Töbing das damalige Lehngut Dammereez, welches bis 1931 im Familienbesitz blieb. Unter Ludolph Friedrich von Laffert begann die Umgestaltung des Parks in Dammereez zu einem englischen Landschaftspark. Turnvater Friedrich Ludwig Jahn war 1807/09 häufiger Gast auf dem Gut, verband ihn eine enge Freundschaft mit dem Baron Wilhelm von Laffert. Diesen schätzte Jahn als „einen der edelsten Menschen und persönlichem Gönner“. 1864 wurde das Gutshaus zu einem zweigeschossigen Gebäude umgebaut.
Am 1. Mai 1945 kam es zum Beschuss des Dorfes durch amerikanische Panzer, die aus Richtung Dersenow gegen eine Flakstellung der Waffen-SS an der B 5 bei Dammereez vorrückten. Dabei wurden einige der strohgedeckten Häuser zerstört, der Gutsbesitzer Wilhelm Petersen auf der Freitreppe des Gutshauses durch einen Granatsplitter getötet. Der anschließenden amerikanischen Besatzung folgte zunächst die englische, ehe im Juli 1945 die Sowjetarmee in Dammereez einrückte. Diese bewirtschaftete das Gut zur Selbstversorgung bis zum Abzug 1947. Die Witwe Petersen flüchtete nach Niedersachsen und wurde im Zuge der Bodenreform enteignet. Teile der Gutsländereien wurden anschließend an Neubauern verteilt, die die Flächen aber im Rahmen der Zwangskollektivierung bis 1959 wieder in eine LPG Typ III einbringen mussten. Ein Jahr später wurde die LPG in eine LPG Typ I umgewandelt, die sich dann ihrerseits 1968 mit der LPG in Dersenow vereinigte. 1970 wurde Dammereez nach Dersenow eingemeindet. Die LPG wurde nach der Wende in eine Agrargenossenschaft umgewandelt.

## Politik

### Gemeindevertretung und Bürgermeister
Der Gemeinderat besteht (inkl. Bürgermeister) aus 7 Mitgliedern. Die Wahl zum Gemeinderat am 26. Mai 2019 hatte folgende Ergebnisse:
| Partei/Bewerber                                         | Prozent | Sitze |
| ------------------------------------------------------- | ------- | ----- |
| Landfrauen                                              | 51,20   | 3     |
| Wählergruppe „Freiwillige Feuerwehr Dersenow/Dammereez“ | 25,68   | 2     |
| Wählergruppe „Förderverein Dammereezer Park e. V.“      | 23,12   | 1     |

Bürgermeister der Gemeinde ist Gunnar Abel, er wurde mit 78,64 % der Stimmen gewählt.

### Wappen, Flagge und Dienstsiegel
Die Gemeinde verfügt über kein amtlich genehmigtes Hoheitszeichen, weder Wappen noch Flagge. Als Dienstsiegel wird das kleine Landessiegel mit dem Wappenbild des Landesteils Mecklenburg geführt. Es zeigt einen hersehenden Stierkopf mit abgerissenem Halsfell und Krone und der Umschrift „GEMEINDE DERSENOW • LANDKREIS LUDWIGSLUST-PARCHIM“.

## Sehenswürdigkeiten
- Englischer Landschaftspark Dammereez mit alten Baumbeständen und wertvollen dendrologischen Gärten
- Schäferstein, ein mittelalterlicher Sühnestein zwischen Dersenow und Dammereez[15]

Die Baudenkmale der Gemeinde sind in der Liste der Baudenkmale in Dersenow aufgeführt.

## Persönlichkeiten
- Heinrich Giske (* 1853 in Dammereez; † 1915 in Lübeck), Klassischer Philologe und Pädagoge